# Harald Scavenius
Para el Primer Ministro danés, ver Erik Scavenius. Otro pariente también fue Ministro de Asuntos Exteriores, ver Otto Scavenius
Harald Roger Erik Julius Christian de Scavenius (27 de mayo de 1873 - 24 de abril de 1939) fue un político danés, Ministro de Asuntos Exteriores del 5 de mayo de 1920 al 9 de octubre de 1922.
Antes de ser ministro, había previamente ocupado el puesto de embajador danés ante Rusia. A pesar de su primo Erik Scavenius, mostró una fuerte posición política anticomunista y se opuso al reconocimiento diplomático de la Unión Soviética por parte de Dinamarca.
De acuerdo a los Plebiscitos de Schleswig, estableció una estrategia minimalista, con el argumento de que Dinamarca debería solamente regentar áreas en las cuales los daneses estuviesen en mayoría, considerando que cualquier otra acción pondría a Dinamarca en un grave riesgo por el revanchismo alemán.
| Predecesor: Otto Scavenius | Ministro de Asuntos Exteriores de Dinamarca 05/05/1920 - 09/10/1922 | Sucesor: Christian Cold |